# Liste des voies d'Anderlecht
Pour les articles homonymes, voir Anderlecht (homonymie).
Ci-dessous, la liste des rues d'Anderlecht, commune belge située en région bruxelloise.

## A
- Quai d'Aa
- Rue d'Aa
- Rue Abbé Cuylits
- Drève des Agaves
- Rue de l'Agrafe
- Rue de l'Agrément
- Rue de l'Agronome
- Rue de l'Aiguille
- Square Albert Ier
- Rue des Alouettes
- Rue de l'Ancienne Gare
- Rue de l'Architecture
- Clos des Asters
- Rue de l'Aubade
- Avenue Auber
- Rue des Aubergines
- Rue d'Aumale
- Place de l'Aurore
- Rue de l'Autonomie
- Square de l'Aviation

- Haut – A
- B
- C
- D
- E
- F
- G
- H
- I
- J
- K
- L
- M
- N
- O
- P
- Q
- R
- S
- T
- U
- V
- W
- X
- Y
- Z

## B
- Avenue Eugène Baie
- Place Bara
- Rue Bara
- Rue des Bassins
- Rue des Bateliers
- Place de la Beauté
- Rue Beeckman de Crayloo
- Avenue Victor et Jules Bertaux
- Rue des Betteraves
- Rue du Bien-Être
- Rue de la Bienvenue
- Quai de Biestebroeck
- Rue de Biestebroeck
- Rue de Birmingham
- Rue Bissé
- Rue du Bivouac
- Place Bizet
- Rue Ernest Blerot
- Rue Bollinckx
- Rue du Bonheur
- Rue de la Bougie
- Rue du Bouquet
- Avenue Auguste Bourgeois
- Avenue de la Brasserie
- Boulevard Aristide Briand
- Rue du Broeck
- Rue Brogniez
- Rue du Bronze
- Rue Broyère
- Rue Brune
- rue Buffon
- Rue du Busselenberg
- Rue Cyriel Buysse

- Haut – A
- B
- C
- D
- E
- F
- G
- H
- I
- J
- K
- L
- M
- N
- O
- P
- Q
- R
- S
- T
- U
- V
- W
- X
- Y
- Z

## C
- Digue du Canal
- Rue de la Cantilène
- Avenue Capitaine Fossoul
- Rue de la Caravelle
- Avenue des Cardamines
- Rue Henri Caron
- Rue Émile Carpentier
- Rue de la Cavatine
- Petite rue du Cerf
- Rue du Cerf
- Rue du Champion
- Avenue Chanoine Roose
- Rue Chant d'Oiseaux
- Rue du Chapeau
- Rue du Chapelain
- Rue du Chapitre
- Rue du Charroi
- Sentier du Château
- Rue du Chaudron
- Rue du Chimiste
- Rue Chomé-Wijns
- Rue Chopin
- Rue des Citoyens
- Avenue Claeterbosch
- Avenue Clemenceau
- Rue de la Clinique
- Rue du Collecteur
- Rue des Colombophiles
- Rue Commandant Charcot
- Avenue Commandant Vander Meeren
- Rue du Compas
- Rue de la Compétition
- Rue de la Conciliation
- Place du Confort
- Place du Conseil
- Rue du Constructeur
- Rue du Corail
- Rue de la Cordialité
- Rue Corneille
- Rue de la Corvette
- Rue Gaston Coudijzer
- Rue de la Courtoisie
- Rue Ferdinand Craps
- Avenue des Crocus
- Place de la Croix-Rouge

- Haut – A
- B
- C
- D
- E
- F
- G
- H
- I
- J
- K
- L
- M
- N
- O
- P
- Q
- R
- S
- T
- U
- V
- W
- X
- Y
- Z

## D
- Rue Dante
- Avenue des Dauphinelles
- Rue Claude-Debussy
- Rue Clément De Cléty
- Avenue Albert De Coster
- Rue Félix De Cuyper
- Rue Arthur Dehem
- Rue Henri Deleers
- Rue Edmond Delcourt
- Place De Linde
- Rue De la Délivrance
- Rue Delwart
- Quai Fernand Demets
- Rue de la Démocratie
- Rue Démosthène
- Rue Alphonse Demunter
- Rue Sylvain Denayer
- Rue Florimond De Pauw
- Rue des Déportés anderlechtois
- Rue de Sévigné
- Place Henri De Smet
- Avenue Charles De Tollenaere
- Rue des Deux Gares
- Rue du Devoir
- Rue de la Dignité
- Rue de Dilbeek
- Rue Docteur De Meersman
- Rue Docteur Huet
- Rue Docteur Jacobs
- Rue Docteur Kuborn
- Avenue Docteur Lemoine
- Rue Docteur Roux
- Avenue Docteur Zamenhof
- Rue de Douvres
- Rue du Drapeau
- Sentier de la Drève
- Place du Droit
- Avenue des Droits de l'homme

- Haut – A
- B
- C
- D
- E
- F
- G
- H
- I
- J
- K
- L
- M
- N
- O
- P
- Q
- R
- S
- T
- U
- V
- W
- X
- Y
- Z

## E
- Rue École Moderne
- Rue de l'Électricité
- Rue Eloy
- Rue de l'Émulation
- Rue Érasme
- Avenue de l'Éternite
- Rue de l'Expansion
- Rue De l'Enthousiasme
- Rue Elskamp
- Rue de l'Émancipation
- Rue De l'Énergie
- Chemin de l'Épine
- Avenue des Edelweiss

- Haut – A
- B
- C
- D
- E
- F
- G
- H
- I
- J
- K
- L
- M
- N
- O
- P
- Q
- R
- S
- T
- U
- V
- W
- X
- Y
- Z

## F
- Avenue de la Fécondité
- Rue Fénelon
- Rue de Fiennes
- Allée de Flins
- Rue de la Floraison
- Rue Foppens
- Rue de Formanoir
- Rue des Fraises
- Rue de France
- Rue du Froment
- Rue des Fruits

- Haut – A
- B
- C
- D
- E
- F
- G
- H
- I
- J
- K
- L
- M
- N
- O
- P
- Q
- R
- S
- T
- U
- V
- W
- X
- Y
- Z

## G
- Rue de la Gaîté
- Rue du Gazouillis
- Rue Hector Génard
- Rue François Gérard
- Cité Gets
- Rue Gheude
- Rue de Glasgow
- Rue des Goujons
- Avenue Gounod
- Rue Gouverneur Nens
- Boulevard de la Grande Ceinture
- Rue du Greffe
- Rue Grisar
- Rue des Grives

- Haut – A
- B
- C
- D
- E
- F
- G
- H
- I
- J
- K
- L
- M
- N
- O
- P
- Q
- R
- S
- T
- U
- V
- W
- X
- Y
- Z

## H
- Rue Haberman
- Rue Frans Hals
- Square Frans Hals
- Rue Heyvaert
- Rue Homère
- Rue Horace
- Rue de l'Hygiène
- Allée du Hérisson
- Clos Hof te Ophem
- Rue Hoorickx
- Rue Huit Heures
- Boulevard de l'Humanité

- Haut – A
- B
- C
- D
- E
- F
- G
- H
- I
- J
- K
- L
- M
- N
- O
- P
- Q
- R
- S
- T
- U
- V
- W
- X
- Y
- Z

## I
- Avenue d'Itterbeek

- Haut – A
- B
- C
- D
- E
- F
- G
- H
- I
- J
- K
- L
- M
- N
- O
- P
- Q
- R
- S
- T
- U
- V
- W
- X
- Y
- Z

## J
- Avenue Paul Janson
- Rue François Janssens
- Rue Achille Jonas
- Rue Jorez

- Haut – A
- B
- C
- D
- E
- F
- G
- H
- I
- J
- K
- L
- M
- N
- O
- P
- Q
- R
- S
- T
- U
- V
- W
- X
- Y
- Z

## K
- Haut – A
- B
- C
- D
- E
- F
- G
- H
- I
- J
- K
- L
- M
- N
- O
- P
- Q
- R
- S
- T
- U
- V
- W
- X
- Y
- Z

## L
- Boulevard Josse Leemans
- Rue Guillaume Lekeu
- Place Alphonse Lemmens
- Route de Lennik

- Haut – A
- B
- C
- D
- E
- F
- G
- H
- I
- J
- K
- L
- M
- N
- O
- P
- Q
- R
- S
- T
- U
- V
- W
- X
- Y
- Z

## M
- Rue Henri Maes
- Avenue François Malherbe
- Rue de la Mécanique
- Rue des Mégissiers
- Rond-point du Meir
- Avenue Guillaume Melckmans
- Boulevard Louis Mettewie
- Avenue des Millepertuis
- Chaussée de Mons
- Rue Georges Moreau

- Haut – A
- B
- C
- D
- E
- F
- G
- H
- I
- J
- K
- L
- M
- N
- O
- P
- Q
- R
- S
- T
- U
- V
- W
- X
- Y
- Z

## N
- Rue Fridtjof Nansen
- Rue de Neerpede
- Chaussée de Ninove
- Rue Antoine Nys

- Haut – A
- B
- C
- D
- E
- F
- G
- H
- I
- J
- K
- L
- M
- N
- O
- P
- Q
- R
- S
- T
- U
- V
- W
- X
- Y
- Z

## O
- Rue de l'Obus
- Rue de l'Orphelinat

- Haut – A
- B
- C
- D
- E
- F
- G
- H
- I
- J
- K
- L
- M
- N
- O
- P
- Q
- R
- S
- T
- U
- V
- W
- X
- Y
- Z

## P
- Boulevard Paepsem
- Rue Charles Parenté
- Boulevard Felix Paulsen
- Square Camille Paulsen
- Allée des Pervenches
- Rue Alexandre Pierrard
- Clos des Pleurotes
- Avenue Charles Plisnier
- Boulevard Poincaré
- Rue du Pommier
- Boulevard Prince de Liège
- Rue Adolphe Prins
- Rue de la Procession
- Rue du Prétoire

- Haut – A
- B
- C
- D
- E
- F
- G
- H
- I
- J
- K
- L
- M
- N
- O
- P
- Q
- R
- S
- T
- U
- V
- W
- X
- Y
- Z

## Q
- Haut – A
- B
- C
- D
- E
- F
- G
- H
- I
- J
- K
- L
- M
- N
- O
- P
- Q
- R
- S
- T
- U
- V
- W
- X
- Y
- Z

## R
- Rue Maurice-Albert Raskin
- Rue Victor Rauter
- Avenue Marius Renard
- Place de la Résistance
- Square Henri Rey
- Avenue du  Roi-Soldat
- Avenue Romain Rolland
- Square Égide Rombaux
- Rue Félicien Rops
- Rue Ropsy Chaudron
- Rue Edmond Rostand

- Haut – A
- B
- C
- D
- E
- F
- G
- H
- I
- J
- K
- L
- M
- N
- O
- P
- Q
- R
- S
- T
- U
- V
- W
- X
- Y
- Z

## S
- Rue Sainte-Adresse
- Rue Saint-Guidon
- Rue du Sel
- Rue de la Semence
- Avenue Jean Sibélius
- Avenue Henri Simonet
- Rue de la Sincérité
- Place Ernest S'Jonghers
- Avenue Guillaume Stassart
- Rue de la Sympathie

- Haut – A
- B
- C
- D
- E
- F
- G
- H
- I
- J
- K
- L
- M
- N
- O
- P
- Q
- R
- S
- T
- U
- V
- W
- X
- Y
- Z

## T
- Rue de Tournesols
- Rue Edgar Tinel

- Haut – A
- B
- C
- D
- E
- F
- G
- H
- I
- J
- K
- L
- M
- N
- O
- P
- Q
- R
- S
- T
- U
- V
- W
- X
- Y
- Z

## U
- Haut – A
- B
- C
- D
- E
- F
- G
- H
- I
- J
- K
- L
- M
- N
- O
- P
- Q
- R
- S
- T
- U
- V
- W
- X
- Y
- Z

## V
- Place de la Vaillance
- Rue Gustaaf Vanden Berghe
- Square Émile Vander Bruggen
- Square Émile Vandervelde
- Rue Karel Vande Woestijne
- Avenue Camille Vaneukem
- Avenue Frans Van Kalken
- Rue Édouard Van Muylders
- Rue Van Soust
- Rue Van Winghen
- Quai de Veeweyde
- Rue de Veeweyde
- Avenue Théo Verbeeck
- Rue Denis Verdonck
- Rue Verheyden
- Rue Émile Versé
- Rue des Vétérinaires
- Rue Henri Vieuxtemps
- Rue du Village
- Rue Virgile

- Haut – A
- B
- C
- D
- E
- F
- G
- H
- I
- J
- K
- L
- M
- N
- O
- P
- Q
- R
- S
- T
- U
- V
- W
- X
- Y
- Z

## W
- Rue Wayez
- Rue Adolphe Willemyns

- Haut – A
- B
- C
- D
- E
- F
- G
- H
- I
- J
- K
- L
- M
- N
- O
- P
- Q
- R
- S
- T
- U
- V
- W
- X
- Y
- Z

## X
- Rue Maurice Xhoneux

- Haut – A
- B
- C
- D
- E
- F
- G
- H
- I
- J
- K
- L
- M
- N
- O
- P
- Q
- R
- S
- T
- U
- V
- W
- X
- Y
- Z

## Y
- Avenue Eugène Ysaÿe
- Rue François Ysewyn

- Haut – A
- B
- C
- D
- E
- F
- G
- H
- I
- J
- K
- L
- M
- N
- O
- P
- Q
- R
- S
- T
- U
- V
- W
- X
- Y
- Z

## Z
- Haut – A
- B
- C
- D
- E
- F
- G
- H
- I
- J
- K
- L
- M
- N
- O
- P
- Q
- R
- S
- T
- U
- V
- W
- X
- Y
- Z